# ITÜ Hornets
Gli ITÜ Hornets sono la squadra di football americano dell'Università Tecnica di Istanbul, in Turchia. Sono stati denominati Galatasaray Tigers nel 2006-2007 e Istanbul Tigers tra il 2008 e il 2011.

## Dettaglio stagioni

### Tornei nazionali

#### Campionato

##### TAFK/1. Lig
| Stagione | regular season | regular season | regular season | regular season | regular season | regular season | playoff | playoff | playoff | playoff | playoff | playoff    | playoff             |
|          | Vin            | Par            | Per            | Tot            | PF             | PS             | Vin     | Per     | Tot     | PF      | PS      | risultato  | avversaria          |
| -------- | -------------- | -------------- | -------------- | -------------- | -------------- | -------------- | ------- | ------- | ------- | ------- | ------- | ---------- | ------------------- |
| 2001     | 4              | 0              | 0              | 4              | 208            | 28             | 1       | 1       | 2       | 34      | 49      | Finale     | Hacettepe Red Deers |
| 2009-10  | 4              | 0              | 3              | 7              | 117            | 138            | 0       | 1       | 1       | 6       | 24      | Wild Card  | ODTÜ Falcons        |
| 2011-12  | 5              | 0              | 2              | 7              | 161            | 138            | -       | -       | -       | -       | -       | -          | -                   |
| 2012-13  | 4              | 0              | 3              | 7              | 179            | 181            | -       | -       | -       | -       | -       | -          | -                   |
| 2013-14  | 5              | 0              | 2              | 7              | 192            | 148            | -       | -       | -       | -       | -       | -          | -                   |
| 2014-15  | 5              | 0              | 2              | 7              | 178            | 77             | -       | -       | -       | -       | -       | -          | -                   |
| 2016     | 2              | 0              | 4              | 6              | 79             | 113            | -       | -       | -       | -       | -       | -          | -                   |
| 2017     | 5              | 0              | 2              | 7              | 170            | 109            | 0       | 1       | 1       | 20      | 31      | Semifinale | Sakarya Tatankaları |
| 2018     | 4              | 0              | 3              | 7              | 140            | 110            | -       | -       | -       | -       | -       | -          | -                   |
| 2019     | 5              | 0              | 2              | 7              | 193            | 146            | 0       | 1       | 1       | 27      | 35      | Semifinale | Koç Rams            |
| 2020     | 0              | 0              | 1              | 1              | 0              | 35             | -       | -       | -       | -       | -       | -          | -                   |
| 2022     | 5              | 0              | 2              | 7              | 158            | 106            | 0       | 1       | 1       | 13      | 18      | Semifinale | Koç Rams            |
| 2023     | 3              | 0              | 4              | 7              | 126            | 111            | -       | -       | -       | -       | -       | -          | -                   |
| 2024     | 3              | 0              | 4              | 7              | 103            | 118            | -       | -       | -       | -       | -       | -          | -                   |
| Totale   | 54             | 0              | 34             | 88             | 1904           | 1558           | 1       | 5       | 6       | 100     | 157     |            |                     |

Fonti: Enciclopedia del Football - A cura di Massimo Mezzetti

### Tornei internazionali

#### CEFL Cup
| Stagione | regular season | regular season | regular season | regular season | regular season | regular season | playoff | playoff | playoff | playoff | playoff | playoff    | playoff         |
|          | Vin            | Par            | Per            | Tot            | PF             | PS             | Vin     | Per     | Tot     | PF      | PS      | risultato  | avversaria      |
| -------- | -------------- | -------------- | -------------- | -------------- | -------------- | -------------- | ------- | ------- | ------- | ------- | ------- | ---------- | --------------- |
| 2019     | -              | -              | -              | -              | -              | -              | 1       | 1       | 2       | 57      | 62      | Semifinale | Moscow Spartans |
| Totale   | -              | -              | -              | -              | -              | -              | 1       | 1       | 2       | 57      | 62      |            |                 |

Fonti: Enciclopedia del Football - A cura di Massimo Mezzetti

#### EFAF Challenge Cup
| Stagione | regular season | regular season | regular season | regular season | regular season | regular season | playoff | playoff | playoff | playoff | playoff | playoff   | playoff    |
|          | Vin            | Par            | Per            | Tot            | PF             | PS             | Vin     | Per     | Tot     | PF      | PS      | risultato | avversaria |
| -------- | -------------- | -------------- | -------------- | -------------- | -------------- | -------------- | ------- | ------- | ------- | ------- | ------- | --------- | ---------- |
| 2010     | 0              | 0              | 2              | 2              | 47             | 70             | -       | -       | -       | -       | -       | -         | -          |
| Totale   | 0              | 0              | 2              | 2              | 47             | 70             | -       | -       | -       | -       | -       |           |            |

Fonti: Enciclopedia del Football - A cura di Massimo Mezzetti

### Riepilogo fasi finali disputate
| Anno           | Luogo    | Evento   | Fase del torneo | Incontro                          | Risultato |
| 2001           |          | TAFK     | Finale          | Hacettepe Red Deers - ITÜ Hornets | 36 - 30   |
| 11 aprile 2010 |          | 1. Lig   | Wild Card       | Istanbul Tigers - ODTÜ Falcons    | 6 - 24    |
| 27 maggio 2017 |          | 1. Lig   | Semifinale      | Sakarya Tatankaları - ITÜ Hornets | 31 - 20   |
| 18 maggio 2019 | Istanbul | CEFL Cup | Semifinale      | ITÜ Hornets - Moscow Spartans     | 17 - 43   |
| 29 giugno 2019 |          | 1. Lig   | Semifinale      | Koç Rams - ITÜ Hornets            | 35 - 27   |
| 31 luglio 2022 |          | 1. Lig   | Semifinale      | Koç Rams - ITÜ Hornets            | 18 - 13   |